# 조석 고정

두 개의 작은 천체가 중앙부에 있는 큰 천체를 돌고 있다. 가까이 있는 천체는 조석 고정되었으며, 멀리 있는 것은 그렇지 않다.

위성이 행성에 대해 한쪽 얼굴만을 보이기 때문에, 행성의 거주자는 위성의 한쪽 모습밖에 관찰할 수 없다.

조석 고정(潮汐固定, Tidal locking)은 어떤 천체가 자신보다 질량이 큰 천체를 공전 및 자전할 때 공전주기와 자전주기가 일치하는 경우를 의미한다. 이 경우 천체의 한쪽 반구는 영원히 자기보다 큰 천체를 그 반대방향은 영원히 상대 천체를 등지게 된다. 다르게 설명하면, 위성 표면에서 행성을 바라볼 때 마치 행성은 위성의 하늘 한 곳에 움직이지 않고 고정되어 있는 것처럼 보이는 것을 의미하기도 한다. 이러한 현상을 동주기 자전(synchronous rotation)이라고 부른다. 큰 천체가 항성이고 작은 천체가 행성일 경우, 한쪽 반구는 영원한 낮이, 반대쪽 반구는 영원한 밤이 지속된다.

## 예시
달은 지구에 대해 한 쪽 면만을 보이는데, 이는 조석 고정의 한 예이다. 태양계 내 가스 행성들의 위성들 중 다수가 이 조석 고정 현상을 보인다. 태양계 뿐 아니라 외계 행성들 중 상당수의 뜨거운 목성이 이와 같은 상황에 놓여 있을 것으로 추측되고 있다.

## 같이 보기
- 조석 가속
- 자전
- 동주기 궤도